# 中国实业银行青岛分行
36°04′0.5″N 120°18′45.4″E / 36.066806°N 120.312611°E
中国实业银行青岛分行旧址位于中国山东省青岛市市南区河南路13号、河南路曲阜路路口东北角，建于1933-1934年，建筑师许守忠设计，1952年以后由中国人民银行使用至今，现为山东省文物保护单位青岛中山路近代建筑的一部分。

## 历史
中国实业银行青岛支行成立于1930年7月16日，最初在馆陶路青岛取引所大楼内租房营业。1933年9月1日改为分行，管辖济南支行。该行除经营存、放、汇及储蓄、信托、仓库业务外，注重发行兑换券，兼收地方库款。

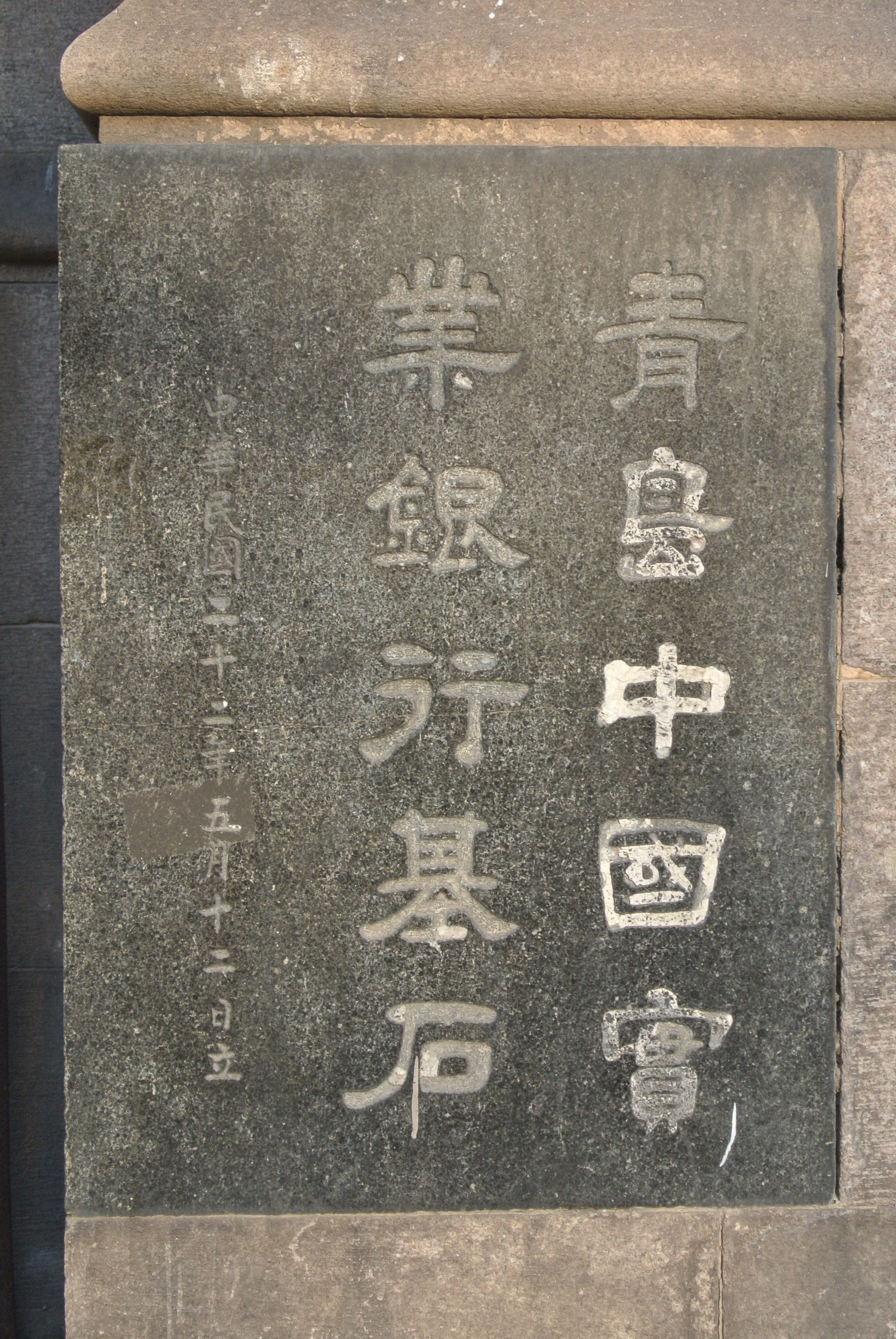
青岛中国实业银行奠基石

1932年，青岛市政府将中山路第四公园的土地放租给6家中资银行及青岛银行公会用于建设新楼，中国实业银行在地块西南角的河南路曲阜路路口新建大楼，
由青岛联益建业华行建筑师许守忠设计，申泰兴记营造厂承建，1932年3月设计，1933年5月12日奠基，1934年2月建成（一说1933年2月10日设计，1934年1月15日竣工）。同年3月在威海路设东镇办事处，1935年4月裁撤。四明保险公司青岛代理处曾设于河南路中国实业银行楼内。
1934年底，中国实业银行青岛分行发行额为340万元，发行准备金多数调往总行运用。1935年5月23日清晨，该行受青岛明华银行破产案波及，发生挤兑，青岛市政府为此召开紧急会议，要求各行“从权应变，全力维持，救人即以自救，万勿因循延误”，由交通银行青岛分行出面从上海电汇15万元应急，并代收同业开出的中国实业银行的往来支票，使挤兑暂时平息。5月28日再次发生挤兑。两次挤兑共兑出银元50余万元，占该行当时钞票发行额的三分之一。同年11月法币改革后，该行发行权被取消，自此开始注重一般商业银行业务。
七七事变后的1937年12月，该行停业，1938年日军占领青岛后复业勉强维持。抗战结束后于1946年6月1日复业。1949年青岛解放后，该行官股由新政府接管，改组为公私合营，作为外汇指定银行继续营业。1952年12月加入公私合营银行青岛分行。此后该楼曾为中国人民银行青岛市分行（曾称中国人民银行青岛市中心支行）所在地。1987年该楼接建一层。1995年7月16日迁至延安三路现址。河南路中国实业银行青岛分行旧址现仍为中国人民银行所使用。2000年，该建筑列入第一批青岛市历史优秀建筑名单。2006年12月7日，该建筑成为山东省文物保护单位青岛中山路近代建筑的一部分。2021年9月至12月，包括该建筑在内的该地块所有旧银行建筑经历外立面修缮，包括外墙清洗、外墙面材质修复、门窗更换等。

## 建筑特色

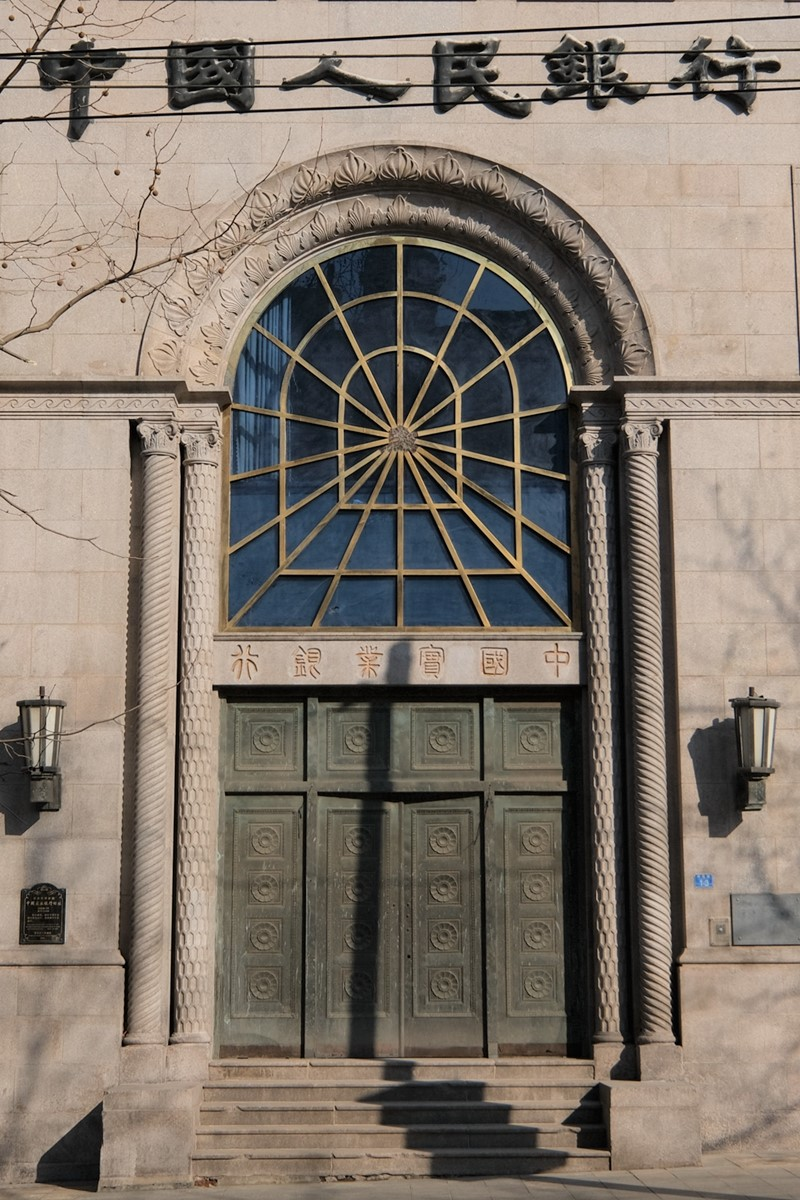
中国实业银行旧址大门，2022年1月

中国实业银行青岛分行旧址占地面积1837.3平方米，建筑面积3370.47平方米，钢筋混凝土结构，地上原高3层，1987年接建后为4层，地下1层，平屋顶。建筑坐东朝西，花岗岩方石砌基贴墙面，主立面沿河南路伸展，两翼凸出，中段退后，南端街角处为弧状。墙面由二层窗台腰线分为两段，一层采用圆拱窗，二层及以上为方窗，除一层中段圆拱窗以螺纹石柱嵌窗边，其他均以简单方框装饰。主入口位于中段中央，设雕花铜皮大门，为立面构图重点，通高二层，为罗曼式拱门样式，两侧为贴墙石柱，以螺纹、网扣纹装饰，顶部拱门突出二层腰线之上，雕刻花饰，使腰线上下两部分紧密联系为一体。檐口出檐。楼内一层为216平方米的营业厅，周围为储蓄所及办公用房，二、三层为宿舍、办公用房。楼内右翼街角处较宽，分割为三间独立商户对外出租。